# Aeroporto di Puerto Iguazú
L'Aeroporto Internazionale Cataratas del Iguazú (in spagnolo: Aeropuerto Internacional Cataratas del Iguazú) (IATA: IGR, ICAO: SARI) è situato nei pressi della cittadina argentina di Puerto Iguazú, nella provincia di Misiones.
Situato nella regione della triplice frontiera con il Brasile ed il Paraguay, costituisce uno dei principali punti d'accesso al vicino Parco nazionale dell'Iguazú ed alle cascate dell'Iguazú.
È l'aeroporto argentino più orientale servito da voli programmati. L'aeroporto si estende su un'area di 1.804 ettari (4.460 acri) ed è gestito da Aeropuertos Argentina 2000.

## Statistiche
| | Passeggeri | Variazione rispetto all'anno precedente | Operazioni aeree | Variazione rispetto all'anno precedente | Carico (tonnellate metriche) | Variazione rispetto all'anno precedente |
| --- | ---------- | --------------------------------------- | ---------------- | --------------------------------------- | ---------------------------- | --------------------------------------- |
| 2005 | 489,100    | 10.74%                                  | 5,779            | 8.28%                                   | 173                          | 10.82%                                  |
| 2006 | 490,083    | 0.20%                                   | 5,913            | 2.32%                                   | 198                          | 14.45%                                  |
| 2007 | 569,497    | 16.20%                                  | 6,005            | 1.56%                                   | 234                          | 18.18%                                  |
| 2008 | 606,876    | 6.56%                                   | 6,637            | 10.52%                                  | 314                          | 34.19%                                  |
| 2009 | 568,764    | 6.28%                                   | 6,275            | 5.45%                                   | 226                          | 28.03%                                  |
| 2010 | 620,755    | 9.14%                                   | 6,788            | 8.18%                                   | 200                          | 11.50%                                  |
| Fonte: Consiglio Internazionale degli Aeroporti. Statistiche sul traffico aeroportuale mondiale (Anni 2005-2010). |            |                                         |                  |                                         |                              |                                         |

|      | Passeggeri | Variazione rispetto all'anno precedente | Operazioni aeree | Variazione rispetto all'anno precedente | Carico (tonnellate metriche) | Variazione rispetto all'anno precedente |
| ---- | ---------- | --------------------------------------- | ---------------- | --------------------------------------- | ---------------------------- | --------------------------------------- |
| 2015 | 861,000    | Aumento                                 | _                | Aumento                                 | _                            | Aumento                                 |
| 2016 | 890,000    | Aumento                                 | _                | Aumento                                 | _                            | Aumento                                 |
| 2017 | 999,000    | Aumento                                 | _                | Aumento                                 | _                            | Aumento                                 |
| 2018 | 1,089,000  | Aumento                                 | _                | Aumento                                 | _                            | Aumento                                 |
| 2019 | 1,566,035  | Aumento                                 | _                | Aumento                                 | _                            | Aumento                                 |
| 2020 | 355,000    | Diminuzione                             | _                | Aumento                                 | _                            | Aumento                                 |
| 2021 | 401,000    | Aumento                                 | _                | Aumento                                 | _                            | Aumento                                 |
| EANA |            |                                         |                  |                                         |                              |                                         |